# Zamek w Trim
Zamek Trim (Trim Castle, irl. Caisleán Bhaile Atha Troim) – największa forteca w Irlandii. Główna bryła pochodzi z początków XII w. Pierwszą warownię w tym miejscu wzniósł w 1173 Hugh de Lacy, lord Meath. W 1174 została ona spalona przez Rodryga O'Connora, króla Connachtu. W ostatnich latach XII w. rozpoczęto budowę nowej fortecy, ale Hugh de Lacy nie doczekał zakończenia prac, gdyż został ścięty w Durrow toporem przez pewnego irlandzkiego wyrobnika.
Zamek już w połowie XII w. był otoczony 500 m murów. Obejmował teren o powierzchni ok. 1,2 ha, na którym znajduje się m.in. wielki 21-metrowy stołb z murami 3-metrowej grubości, kilka bram wypadowych i dziesięć półokrągłych baszt.
Twierdzę nazywano King John's Castle (zamek króla Jana), ponieważ Jan bez Ziemi spędził w Trimie jeden lub dwa dni w 1210, choć wcale nie zatrzymał się na zamku. Ryszard II przetrzymywał przez pewien czas w tutejszych lochach Henryka z Lancasteru, późniejszego króla Henryka IV.
W 1995 na zamku kręcono sceny do filmu Braveheart. Waleczne serce Mela Gibsona.